# تايلور ليندسي
تايلور ليندسي (بالإنجليزية: Taylor Lindsey)‏ هو لاعب كرة قاعدة أمريكي، ولد في 2 ديسمبر 1991 في سكوتسديل في الولايات المتحدة.

## وصلات خارجية
- تايلور ليندسي على موقع دوري كرة القاعدة الرئيسي (الإنجليزية)
- تايلور ليندسي على موقعبيزبول رفرنس.كوم (الدوري الثانوي) (الإنجليزية)
- تايلور ليندسي على موقع إي إس بي إن.كوم (أم.أل.بي) (الإنجليزية)
- تايلور ليندسي على موقع مشجعي الرسوم البيانية (الإنجليزية)